# 省直管县级行政区
省直管县级行政区，又称省直接管理县，也就是省级行政区直接管理县级行政区，是指由省、自治区政府直接管理县级行政单位的各项事务。根据中华人民共和国宪法，中国大陆应当实行“省级、县级和乡级”三级行政区划。1982年，中共中央发出了《关于改革地区体制，实行市管县的通知》。1983年2月，中央又发出《关于地市州党政机关机构改革若干问题的通知》，“市管县”体制开始在全国范围内推行，就是在省、县之间增加一级政区（地级行政区），实行四级制。这就使中国现行行政区划和地方行政建制层次形成了三级和四级并存的体制。现时的行政区划中，除4个直辖市外，普遍省区的县级行政区由地级行政区管辖和领导，县级行政区实际属于地方三级行政区域。
“省直管县级行政区”与“省直辖县级行政区”的概念有所分別。“省直辖县级行政单位”指直接由省级政府管辖和领导的县级行政区，如海南省的各县和县级市、湖北省的仙桃市、潜江市、天门市、神农架林区、河南省的济源市、新疆的數个由自治区和新疆兵团双重领导的县级市等。而“省直管县”则指原来由地级政府领导或代管的县级行政单位，改由省直接管理其大部份事务。主要推进省直接管理县财政体制改革，以及从管理体制上对县域经济“松绑”，实行“扩权强县”直至“省直管县”。

## 历史背景
1980年特别是1983年以后，“地级市”的设立原意是想打破行政壁垒和城乡分隔，发挥中心城市带动农村经济发展的作用，但在目前财政转移支付和分税制的情况下，“地级市”往往成了抽水机，为了中心城市的发展，截留辖属县的资金，从而城乡差距越来越大。而“地级市”的作用只是上传下达，多了一个环节，反不利于政令的畅通。而且每年单工资损耗财政之巨上亿计。
自2002年起，浙江、广东、河南、辽宁、湖北等省已经出现了在财政上省直管县的试点，这可以看作是行政省直管上的先行一步，浙江甚至已经在一些社会管理事务上进行省直管县的试点。随着经济和社会管理职能上省直管县，势必会最终实现省全面直管县。

## 利弊分析
“省直管县”优点很多，最突出的是，它反映了在现代信息和交通高度发达的情况下，省級政府可以迅速、直接掌握县级基层政权的情况，县级政府可以直接向省级政府请示报告，省级政府也直接可以向县级政府做出决策指示；而取消了地级市这一行政层次，可以大大降低行政成本，提高行政速度和效率，这是现代行政管理“扁平化”的具体体现。
普遍实行省直管县也存在一些弊端，因此学者呼吁在采用此制度时应合理选定行政区划。

## 直管模式
| 省区 | 县（市） 总数 | 财政 省直管县 | 扩权强县 | 全面省直管县 （含省计划单列） |
| --- | ------------- | ------------- | -------- | ----------------------------- |
| 河北 | 136           | 90            | 19       | 10                            |
| 山西 | 96            | 46            | 23+4     | -                             |
| 内蒙古 | 80            | -             | 11+1     | (2)                           |
| 辽宁 | 44            | 14            | 14       | 2                             |
| 吉林 | 40            | 30+1          | 38+1     | 2                             |
| 黑龙江 | 64            | 62            | 62       | 2                             |
| 江苏 | 52            | 49            | 49       | 3                             |
| 浙江 | 58            | 57            | 16+3     | 1                             |
| 安徽 | 62            | 55            | 11       | 2                             |
| 福建 | 58            | 58            | 58       | -                             |
| 江西 | 81            | 75            | -        | 6                             |
| 山东 | 91            | 20            | 26+4     | -                             |
| 河南 | 108           | 14            | 40       | 10                            |
| 湖北 | 61            | 53            | 42       | -                             |
| 湖南 | 87            | 78+1          | 87+1     | -                             |
| 广东 | 68            | 29            | 68       | +1                            |
| 广西 | 75            | 75            | 10       | -                             |
| 四川 | 137           | 78            | 78       | -                             |
| 贵州 | 75            | 40            | -        | 5                             |
| 云南 | 116           | 3             | 7+1      | -                             |
| 陕西 | 83            | 26+1          | 18       | 2(1)                          |
| 甘肃 | 69            | 67            | 13       | -                             |
| 青海 | 39            | 9             | -        | (1)                           |
| 宁夏 | 13            | 13            | 2        | -                             |
| 合计 | 1793          | 1041+3        | 693+14   | 37+1(4)                       |
| 注：“+”后面之数字为市辖区，括号为省计划单列市。河南省县市总数不含济源市，湖北省县市总数不含仙桃、天门、潜江3市及神农架林区。 |               |               |          |                               |

全国各个省（区）已开展各种形式的“省直管县”改革，其改革力度和方向都具有一定的地域性差异。各省（区）根据自身发展的实际开展了包括“财政省直管县”、“扩权强县”、“省全面直管”等多种形式的改革。

### 财政省直管县
“省直管县”改革的其中重要内容是财政上的省直管县。2005年1月，财政部制定《关于切实缓解县乡财政困难的意见》，要求各省区要积极推行省对县财政管理方式改革试点，对财政困难县要在体制补助、税收返还、转移支付、财政结算、专项补助、资金调度等方面直接核定并监管到县。2009年6月，财政部发布《关于推进省直接管理县财政改革的意见》，指出推进省直接管理县财政改革，各地要根据经济发展水平、基础设施状况等有关条件，确定改革模式、步骤和进度，不搞“一刀切”。省直管县财政改革的主要内容是，在政府间收支划分、转移支付、资金往来、预决算、年终结算等方面，省财政与市、县财政直接联系，开展相关业务工作，目标在全国除民族自治地区外全面推进省直接管理县财政改革。2010年6月，财政部部长指出，全国已在27个省份970个县推行了省直管县财政管理方式改革。

### 扩权强县
“扩权强县”是指在不涉及行政区划调整的情况下，将部分地级市的经济管理权和社会管理权直接赋予县和县级市，以推进县域经济的发展。其中，以浙江省的改革最为典型。早在1992年，浙江省人民政府就决定扩大13个县（市）的部分经济管理权限，其后再分別于1997、2002、2006及2008年开展了4轮改革。而推行改革力度最大的义乌市，更被称为“中国权力最大县”。
参考浙江省推行改革的经验，各省区纷纷推动“扩权强县”改革，以“责权统一、重心下移、能放都放、依法合规”为基本原则，对扩权县（市）赋予与设区市相同的部分经济和社会管理权限。主要包括计划直接上报、财政直接结算、经费直接安排、税权部分调整、项目直接申报、用地直接报批、证照直接发放、部分价权下放、统计直接发布、政策直接享有、信息直接获得等管理权限。原需设区市审批或管理的部分事项，交由扩权县（市）自行审批或管理；原需设区市审核报省审批的部分事项，改由扩权县（市）直接报省审批。

### 全面省直管县
2010年，中央机构编制委员会办公室发出《关于开展省直管县体制改革试点的通知》，指导各地依法进行省直管县体制改革试点。试点的主要内容包括：
- 扩大县级政府经济社会管理权限。凡适宜县级政府行使且法律法规不禁止下放的行政管理权，都应逐步下放给县级政府。县级政府需报请上级政府审批、核准的事项，依法改为直接报省审批。
- 在维持试点县（市）行政建制不变的前提下，逐步赋予试点县（市）政府行使地级市政府的行政管理权，由省级政府直接领导试点县（市）政府工作。
- 理顺省、市、县政府间财政分配关系，在财政体制上由省与县（市）直接联系。
- 积极探索与省直管县体制相适应的干部人事管理制度。同时，配套推进相关领域改革。

目前，河北、辽宁、吉林、黑龙江、江苏、安徽、江西、河南、贵州、云南、陕西、宁夏等省区已开展省直管县体制改革试点。

## 各省区“省直管县”情况

### 河北省
2005年1月，河北省人民政府下发《关于扩大部分县（市）管理权限的意见》，确定在行政区划不变的情况下，对辛集市、平山县、承德县、丰宁满族自治县、怀来县、张北县、昌黎县、迁安市、遵化市、三河市、霸州市、涿州市、定州市、安国市、任丘市、黄骅市、冀州市、安平县、清河县、宁晋县、武安市、大名县22个县（市）赋予与设区市相同的部分经济和社会管理权限。
2009年2月，河北省人民政府下发《关于实行省直管县财政体制的通知》，将扩权县（市）和纳入省财政直接管理的产粮大县（市）统一为“省财政直管县”，即21个扩权县市（2007年7月，黄骅市纳入渤海新区建设，不再作为扩权县）及行唐县、深泽县、无极县、元氏县、赵县、晋州市、新乐市、滦县、滦南县、玉田县、广平县、临漳县、邱县、肥乡县、馆陶县、魏县、曲周县、定兴县、容城县、望都县、蠡县、雄县、高碑店市、东光县、盐山县、肃宁县、南皮县、吴桥县、献县、泊头市、河间市、卢龙县、柏乡县、隆尧县、威县、临西县、南宫市、香河县、平泉县、武强县、故城县、阜城县、饶阳县43个县（市），实行统一的省财政直接管理体制。12月，河北省人民政府下发《关于扩大省直管县财政体制实施范围的通知》，新增赞皇县、高邑县、灵寿县、兴隆县、围场满族蒙古族自治县、尚义县、涿鹿县、阳原县、蔚县、康保县、沽源县、文安县、大城县、涞水县、涞源县、易县、阜平县、曲阳县、唐县、博野县、顺平县、高阳县、巨鹿县、新河县、广宗县、临城县、平乡县、鸡泽县28个县纳入省直管县范围，实行统一的省直接管理财政体制。
2013年5月，河北省委、省政府印发《关于推进省直管县（市）体制改革试点工作意见的通知》，确定定州市、辛集市为河北省首批省直管县（市）体制改革试点，赋予其省辖市级经济社会管理权限。
2015年2月，经河北省委、省政府研究决定，报经中央编办批准，2015年河北省将扩大省直管县（市）体制改革试点范围，确定任丘市、迁安市、涿州市、宁晋县、怀来县、平泉县、景县、魏县8个县（市）开展省直管县（市）体制改革试点。至此，河北省省直管县（市）试点数量增加到10个。但仅试点半年后，同年9月，上述8个县（市）不再开展试点工作，重新划归所在设区市管理。

### 山西省
2005年6月，山西省委、省政府发布《关于加快发展县域经济的若干意见》，同意扩大县级调控经济的权限，全省选择25个综合实力强、经济发展较快的县（市）进行扩权试点。2006年4月，山西省人民政府下发《关于确定河津市等25个县（市）为全省县域经济扩权试点县的通知》，决定选择河津市、孝义市、洪洞县、清徐县、介休市、泽州县、襄汾县、阳城县、古交市、闻喜县、高平市、潞城市、柳林县、霍州市、灵石县、襄垣县、翼城县、汾阳市、怀仁县、乡宁县、长治县、侯马市、盂县、平遥县、原平市25个县（市）进行扩大县级调控经济的权限试点。
2006年12月，山西省人民政府下发《关于调整规范省市县财政体制和在35个国家重点扶贫开发县实行“省直管县” 财政改革试点的通知》，在娄烦县、阳高县、天镇县、广灵县、灵丘县、浑源县、壶关县、平顺县、武乡县、右玉县、五台县、静乐县、神池县、宁武县、河曲县、保德县、偏关县、五寨县、繁峙县、岢岚县、代县、临县、石楼县、方山县、兴县、岚县、中阳县、左权县、和顺县、大宁县、永和县、隰县、汾西县、吉县、平陆县35个县实行“省直管县”财政改革试点。
2011年12月，山西省委、省政府下发《关于开展扩权强县试点工作的意见》，决定选择22个县（市）作为扩权强县首批试点，分别是清徐县、古交市、灵丘县、阳高县、山阴县、怀仁县、原平市、保德县、孝义市、柳林县、介休市、灵石县、盂县、平定县、襄垣县、长治县、高平市、阳城县、洪洞县、侯马市、河津市、永济市。扩权内容主要包括财政管理等9个方面的经济和社会管理权限。
2012年2月，山西省财政厅发布《关于贯彻落实扩权强县改革试点有关财政政策的通知》，从2012年1月1日起，对第一批扩权试点县（市）实施“省直管县”财政体制改革，即新增清徐县、古交市、盂县、平定县、山阴县、怀仁县、孝义市、柳林县、介休市、灵石县、河津市11个县（市）为实行“省直管县”财政改革试点。
2013年7月，山西省人民政府下发《关于省级转型综改试点享受扩权强县优惠政策的通知》，将潞城市、太原市尖草坪区、朔州市平鲁区、阳泉市郊区、运城市盐湖区5个省级转型综改试点市（区）纳入扩权强县工作试点范围。

### 内蒙古自治区
1992年4月29日，内蒙古自治区政府决定赋予满洲里市自治区级的经济管理权限。1993年5月24日，自治区政府印发《关于对满洲里市、二连浩特市实行计划单列的通知》，决定从1993年起对满洲里市、二连浩特市实行计划单列，赋予两市更多的经济管理权限。
2014年4月，根据《内蒙古自治区关于开展扩权强县试点工作的意见》，全区共有12个旗县作为第一批扩权强县改革试点，分别是和林格尔县、土默特右旗、达拉特旗、阿荣旗、科尔沁右翼前旗、开鲁县、宁城县、多伦县、察哈尔右翼前旗、杭锦后旗、海勃湾区和额济纳旗。

### 辽宁省
2006年4月，辽宁省委、省政府发布《关于加快县域经济发展的若干意见》，在市管县体制不变的前提下，选择新民市、普兰店市、长海县、海城市、抚顺县、本溪满族自治县、东港市、凌海市、大石桥市、阜新蒙古族自治县、辽阳县、铁岭县、凌源市、大洼县、绥中县15个县（市）作为扩大县级经济管理权限改革试点，享有部分与省辖市相同的权限。
2010年10月，辽宁省委、省政府下发《关于扩大绥中县经济社会管理权限的通知》，在市管县体制不变的情况下，绥中县享受市级经济社会管理权限，实行省直接管县的财政体制，绥中县成为辽宁省首个省直管县。2011年9月，省委、省政府下发《关于扩大昌图县经济社会管理权限的通知》，参照绥中县，昌图县成为辽宁省第二个省直管县。

### 吉林省
2005年6月，吉林省人民政府发布《关于扩大县（市）经济社会管理权限的决定》，扩大县（市）的经济和社会管理权限。又下发《关于实行省管县财政体制改革的通知》，从2005年7月1日起，除延边朝鲜族自治州所辖县市继续实行州管县财政体制外，全省33个县市（包括长春市双阳区）实行“省管县财政体制”。
2013年9月18日，吉林省委、省政府印发了《吉林省深化扩权强县改革试点实施方案》，赋予公主岭市、梅河口市市级经济社会管理权限。试点市党委、政府将直接向省委、省政府报告工作，原地级市不再对其行使审批和管理职能。

### 黑龙江省
2004年3月，黑龙江省人民政府发布《关于扩大十强县（市）经济管理权限的决定》，扩大阿城市、绥芬河市、双城市、肇东市、尚志市、呼兰县、五常市、讷河市、虎林市、宁安市10个县（市）的经济管理权限。
2006年9月，黑龙江省人民政府发布《关于扩大县（市）经济社会管理权限的实施意见》，扩大全省64个县（市）经济社会管理权限。2007年11月，省政府发布《关于进一步完善省管县财政管理体制的实施意见》，全省64个县（市）实施省管县财政管理体制。
2011年6月，黑龙江省委、省政府下发《关于开展省直接管理县（市）体制改革试点的通知》，确定绥芬河市、抚远县为省直接管理县（市）体制改革试点。
2017年11月，省委、省政府中止绥芬河市省直管市试点，重新划归牡丹江市管辖。

### 江苏省
2007年3月，江苏省人民政府下发《关于实行省直管县财政管理体制改革的通知》，从2007年起对全省52个县（市）实行省直管县财政管理体制。
2008年6月，江苏省委、省政府下发《关于进一步扩大县（市）经济管理权限的通知》，赋予县（市）更大的经济管理权限，经济管理原则上由省直接对县。
2011年11月30日，江苏省委，省政府印发《关于开展省直管县体制改革试点工作的意见》的通知，确定昆山市、泰兴市、沭阳县3个县（市）成为省直管县体制改革试点。在维持试点县（市）行政区划、统计口径隶属关系和干部管理体制不变的情况下，由省政府直接领导试点县（市）政府的工作。赋予试点县（市）行使与设区的市相同的行政管理权限。

### 浙江省
浙江省一直实行省管县财政体制，即使在1983年“市管县”改革中也没有改变财政省管，仍然保留了市县各自对省负责的财政制度。
1992年，浙江省人民政府出台《关于扩大十三个县市部分经济管理权限的通知》，扩大萧山市、余杭市、鄞县、慈溪市等13个县（市）部分经济管理权限。1997年，省政府下发《关于在萧山和余杭两市试行享受市地一级部分经济管理权限的批复》等文件，试行萧山、余杭两市享受市地一级部分经济管理权限。
2002年8月，浙江省委、省政府出台《关于扩大部分县（市）经济管理权限的通知》，扩大绍兴县、温岭市、慈溪市、诸暨市、余姚市、乐清市、瑞安市、上虞市、义乌市、海宁市、桐乡市、富阳市、东阳市、平湖市、玉环县、临安市、嘉善县等17个县（市）的经济管理权限，杭州市萧山区、余杭区，宁波市鄞州区等参照执行。
2006年11月，浙江省委、省政府下发《关于开展扩大义乌市经济社会管理权限改革试点工作的若干意见》，确定将义乌市作为进一步扩大县级政府经济社会管理权限的改革试点。除规划管理、重要资源配置、重大社会事务管理等经济社会管理事项外，赋予义乌市与设区市同等的经济社会管理权限。
2008年12月，浙江省委、省政府下发《关于扩大县（市）部分经济社会管理权限的通知》，明确下放义乌市经济社会管理权限618项，其中继续保留原有扩权事项524项，新增事项94项；下放其他县（市）经济社会管理权限443项。

### 安徽省
2004年1月，安徽省人民政府下发《关于实行省直管县财政体制改革的通知》，决定从2004年起，对全省57个县市（除马鞍山市、铜陵市、淮南市、淮北市辖县外）实行省直管县的财政体制。 
2006年12月，安徽省政府下发《关于在宁国等12个县（市）开展扩大经济社会管理权限试点工作的通知》，确定宁国市、桐城市、无为县、霍山县、歙县、来安县、怀远县、涡阳县、界首市、砀山县、广德县、岳西县12个县为试点县，享有省辖市部分经济社会管理权限。
2008年4月，安徽省人民政府下发《关于将蒙城等18个县（市）列为第二批扩大经济社会管理权限试点县的通知》，增加蒙城县、萧县、五河县、颍上县、全椒县、凤阳县、天长市、霍邱县、金寨县、含山县、和县、郎溪县、青阳县、怀宁县、枞阳县、宿松县、望江县、休宁县18个县（市）为第二批扩权试点县（市），有关政策比照第一批试点县（市）执行。
2011年3月，安徽省委、省政府发布《关于推进省直接管理县体制试点工作的意见》，确定广德县、宿松县为省直接管理县体制试点县。试点县党委、政府直接向省委、省政府负责并报告工作；其行政区划、机构规格及司法管理体制维持不变；赋予试点县行使与设区的市相同的经济、社会、文化等方面的管理权限。

### 福建省
2003年10月，福建省委、省政府发布《关于加快县域经济发展的若干意见》，明确赋予各县（市）相当于设区的市的经济社会管理审批权限，实行简政放权。

### 江西省
2005年，江西省人民政府下发《关于实行省直管县财政体制改革试点的通知》，在全省21个国家扶贫开发工作重点县（莲花县、修水县、赣县、上犹县、安远县、宁都县、于都县、兴国县、会昌县、寻乌县、吉安县、遂川县、万安县、永新县、井冈山市、乐安县、广昌县、上饶县、横峰县、余干县、鄱阳县）进行“省直管县”财政体制改革试点。
2007年，江西省人民政府下发《关于扩大省直管县财政体制改革试点范围的通知》，2007年1月1日起，新增浮梁县、武宁县、永修县、都昌县、湖口县、彭泽县、星子县、九江县、余江县、南康市、信丰县、定南县、全南县、瑞金市、石城县、奉新县、万载县、上高县、宜丰县、靖安县、铜鼓县、玉山县、铅山县、弋阳县、万年县、婺源县、吉水县、永丰县、安福县、峡江县、南城县、南丰县、黎川县、崇仁县、宜黄县、金溪县、资溪县、东乡县38个县（市）为省直管县财政体制改革试点。
2009年，江西省人民政府下发《关于进一步扩大省直管县财政体制改革试点范围的通知》，2009年1月1日起，新增南昌县、新建县、进贤县、安义县、乐平市、上栗县、芦溪县、德安县、瑞昌市、分宜县、贵溪市、大余县、崇义县、龙南县、丰城市、高安市、樟树市、广丰县、德兴市、新干县、泰和县21个县（市）为省直管县财政体制改革试点。至此，全省所有县（市）全部纳入改革试点范围。
2014年5月，江西省委、省政府印发《关于开展省直接管理县（市）体制改革试点工作的意见》，2014年7月1日起，试点直管共青城市、瑞金市、丰城市、鄱阳县、安福县、南城县6个县（市）。赋予各县（市）行使与设区市相同的经济社会管理权限，但其经济社会发展仍是所在设区市的一个组成部分。除试点方案调整的事项外，设区市仍要对试点县（市）其他事项实施管理。

### 山东省
2003年12月，山东省委、省政府发布《关于加快县域经济发展的意见》，赋予荣成市、文登市、邹城市、龙口市、临淄区、胶州市、寿光市、胶南市、即墨市、章丘市、招远市、兖州市、莱州市、历城区、平度市、淄川区、周村区、蓬莱市、肥城市、莱西市、诸城市、新泰市、桓台县、乳山市、曲阜市、莱阳市、广饶县、滕州市、邹平县、青州市30个经济强县更大的发展自主权，扩权县可根据实际需要，自主调整、设置县级行政机构，不要求上下对口。
2009年，山东省人民政府发布《关于实行省直接管理县（市）财政体制改革试点的通知》，2009年1月1日起，商河县、高青县、莱阳市、安丘市、金乡县、泗水县、郯城县、平邑县、宁阳县、莘县、冠县、曹县、鄄城县、夏津县、庆云县、惠民县、阳信县、利津县、荣成市、莒县20个县（市）开始实行省直接管理县（市）财政体制改革试点。
2016年4月，山东省人民政府发布《关于进一步扩大县级现代预算管理制度改革试点的通知》，2016年新增平阴县、沂源县、垦利县、栖霞市、临朐县、梁山县、东平县、五莲县、兰陵县、蒙阴县、宁津县、平原县、阳谷县、东阿县、无棣县、单县、郓城县17个县（市）纳入县级现代预算管理制度改革试点范围。

### 河南省
2004年5月，河南省人民政府下发《关于扩大部分县（市）管理权限的意见》，决定扩大巩义市、项城市、永城市、固始县、邓州市、新密市、新郑市、登封市、荥阳市、偃师市、沁阳市、义马市、灵宝市、长葛市、禹州市、林州市、新安县、新乡县、渑池县、安阳县、孟州市、伊川县、博爱县、辉县市、舞钢市、鹿邑县、淅川县、汝州市、淇县、长垣县、临颍县、尉氏县、濮阳县、潢川县、西平县35个县（市）的管理权限。同时，因巩义市、项城市、永城市、固始县、邓州市5个县（市）区位优势明显，有望培育成未来地区性中心城市，赋予与省辖市相同的经济管理权限和部分社会管理权限，并同时确定为财政省直管县。
2006年，河南省委、省政府发布《关于发展壮大县域经济的补充意见》，赋予巩义市、永城市、项城市、固始县、邓州市与省辖市相同的经济管理权限。赋予原有30个扩权县（市）及栾川县、通许县、汝阳县、嵩县、郏县、叶县、延津县、武陟县、清丰县、襄城县、南召县11个县以省辖市的部分经济管理权限。
2007年6月，河南省人民政府下发《关于赋予中牟县省辖市级部分管理权限的通知》，决定赋予中牟县省辖市级经济社会管理权限，并同时确定为财政省直管县。
2009年5月，河南省人民政府下发《关于完善省与市县财政体制的通知》，增加兰考县、宜阳县、郏县、滑县、封丘县、温县、范县、鄢陵县、卢氏县、唐河县、夏邑县、潢川县、郸城县、新蔡县、正阳县等15个县为财政省直管县改革试点。至此，河南省共有扩权县47个，财政省直管县21个，既是扩权县又是财政省直管县的有7个（巩义市、永城市、项城市、固始县、邓州市、中牟县、郏县）。
2011年5月，河南省委、省政府下发《关于印发河南省省直管县体制改革试点工作实施意见的通知》及《赋予试点县（市）经济社会管理权限目录的通知》，确定巩义市、兰考县、汝州市、滑县、长垣县、邓州市、永城市、固始县、鹿邑县、新蔡县10个县（市）为省直管试点县，和省辖市享受同等待遇，将603项省辖市级经济社会管理权限赋予省直管县（市），同年6月1日生效。
2013年11月26日，河南省委、省政府印发了《河南省深化省直管县体制改革实施意见》，从2014年1月1日起，对10个省直管县（市）全面实行由省直接管理县的体制。主要内容为调整党委、人大、政协、法院和检察院、群团等体制，各直管县（市）的相关组织均由省级单位直接领导。
2017年9月19日，河南省第十二届人大常委会第120次主任会议通过《河南省人大常委会落实省委深化管县管理体制改革完善省直管县管理体制的实施方案》，内容有： 
- 省十三届人大代表换届选举，直管县人大选角产生参加省人大的代表，选出的代表组团参加地级市人大会，在所在的地级市代表团参加省人大。此后省人大换届选举，直管县的名额由所在的地级市人大选出。
- 直管县相关人士任免工作与党委体制调整。直管县检察长的选举、辞职、罢免，由所在地级市检察长报地级市人大常委会批准，不再报省人大常委会批准。
- 直管县人大常委会参加所在地级市人大常委会相关会议、工作和活动。 直管县人大及其常委会通过的决议报所在地级市人大常委会备案。所在地级市人大常委会信访工作纳入所在地级市人大常委会信访工作联动机制。

2021年9月16日，河南省人民政府下发《关于印发深化省与市县财政体制改革方案的通知》，自2022年1月1日起，财政直管县的范围由目前的24个扩大至全部102个县（市）。

### 湖北省
2003年6月，湖北省委、省政府下发《关于扩大部分县（市）经济和社会发展管理权限的通知》，决定扩大大冶市、老河口市、枣阳市、监利县、石首市、宜都市、当阳市、丹江口市、应城市、汉川市、京山县、钟祥市、麻城市、武穴市、赤壁市、广水市、恩施市、仙桃市、潜江市、天门市20个县（市）的经济和社会发展管理权限。
2004年4月，湖北省人民政府下发《关于实行省管县（市）财政体制改革的通知》，除恩施土家族苗族自治州所辖的8个县市外，全省52个县（市）实行省管县财政体制。 
2005年7月，湖北省委、省政府下发《关于进一步促进县域经济发展的意见》，增加郧县、公安县、洪湖市、松滋市、枝江市、宜城市、云梦县、安陆市、黄梅县、团风县、通城县和利川市12个县（市）为第二批扩权县（市），享有与第一批扩权县（市）同等的经济社会管理权限。
2006年4月，湖北省人民政府下发《关于增加阳新县等10县为扩权县的通知》，决定增加阳新县、谷城县、远安县、竹溪县、大悟县、孝昌县、沙洋县、浠水县、罗田县、嘉鱼县为第三批扩权县。

### 湖南省
2005年9月，湖南省委、省政府下发《关于扩大县（市）经济管理权限的通知》，扩大全省88个县（市）的经济管理权限。2010年11月，湖南省人民政府再下发《关于扩大县（市）部分经济社会管理权限的决定》，进一步扩大各县（市）的经济社会管理权限。
2010年1月，湖南省委、省政府下发《关于完善财政体制推行“省直管县”改革的通知》，从2010年1月1日起，调整省以下财政体制，推行财政“省直管县”改革。范围包括全省79个县市（含洪江区，不含长沙县、望城县及湘西土家族苗族自治州所辖县市）。
2015年5月，湖南省委、省政府下发《关于确定省直管县经济体制改革试点单位的通知》，确定浏阳市、耒阳市、茶陵县、湘乡市、武冈市、平江县、石门县、慈利县、安化县、宜章县、蓝山县、溆浦县、新化县等13个县（市）为省直管县改革试点。

### 广东省
2004年4月，广东省委、省政府发出《关于加快县域经济发展的决定》，除了中央明文规定的以外，把凡是原属于地级市的经济管理权限，全部下放到68个县（市）。
2009年8月17日，广东省委、省政府批复《关于继续支持佛山市顺德区开展综合改革试验工作的请示》，同意隶属于佛山市的顺德区在维持目前建制不变的前提下，在经济、社会、文化等社会事务方面，赋予顺德区行使地级市管理权限。而顺德在经济上直属于广东省人民政府后，推行了大部制改革。
2010年7月，广东省人民政府印发《关于开展省直管县财政改革试点的通知》，选择南雄市、紫金县、兴宁市、封开县4个县（市）开展省直管县财政试点工作。
2011年2月17日，广东省省委、省政府联合下发《关于进一步完善和深化顺德行政体制改革的意见》，确定顺德区为广东省省直管县试点。除党委、纪检、监察、法院、检察院系统和市现有的规划、统计管理模式，社保基金、住房公积金等各项市级统筹基金及东平新城维持现有管理体制外，其他经济、社会、文化等事务由省直接管理，顺德区可行使由地级市行使的有关职权，同时明确对顺德区实行省直接管理县财政体制。顺德区是广东省“省直管县”的唯一试点。
2012年至2014年，广东省人民政府先后下发第二、三、四批省直管县财政改革试点的《通知》。2012年7月1日起，将龙川县、五华县、博罗县、阳春市、徐闻县、高州市、英德市、饶平县、普宁市、罗定市10个县（市）纳入省直管县财政改革第二批试点范围。2013年7月1日起，将南澳县、仁化县、丰顺县、陆河县、怀集县和揭西县6个县纳入省直管县财政改革第三批试点范围。2014年7月1日起，将乳源瑶族自治县、大埔县、陆丰市、廉江市、化州市、德庆县、连山壮族瑶族自治县、连南瑶族自治县、新兴县9个县（市）纳入省直管县财政改革第四批试点范围。至此，全省共有30个省直管县财政改革试点县（市）。

### 广西壮族自治区
2009年12月，广西壮族自治区政府下发《关于实行自治区直管县财政体制改革试点工作的通知》，确定上林县、融水县、龙胜各族自治县、蒙山县、合浦县、上思县、浦北县、平南县、博白县、田林县、昭平县、都安瑶族自治县、象州县、天等县14个县为自治区直管县财政体制改革试点县。
2010年6月，广西壮族自治区政府发布《关于2010年深化经济体制改革工作的意见》，将武鸣县、柳江县、兴安县、阳朔县、岑溪市、容县、都安瑶族自治县、德保县、桂平市、凭祥市等10个县（市）列为自治区扩权强县改革试点。
2010年12月，广西壮族自治区政府下发《关于全面推行自治区直管县财政管理方式改革的通知》，从2011年起，在全区全面推行自治区直管县财政管理方式改革。

### 四川省
2007年7月，四川省人民政府发布《关于开展扩权强县试点工作的实施意见》，确定富顺县、盐边县、泸县、什邡市、绵竹市、广汉市、中江县、江油市、三台县、射洪县、威远县、资中县、峨眉山市、夹江县、南部县、仪陇县、阆中市、宜宾县、岳池县、华蓥市、大竹县、渠县、宣汉县、简阳市、安岳县、仁寿县、平昌县27个县（市）为扩权试点，赋予扩权试点县（市）与市相同的部分经济管理权限。扩权试点县同时实行财政管理体制改革，即省直管县财政体制。
2009年4月，四川省人民政府发布《关于深化和扩大扩权强县试点工作的通知》，将荣县、合江县、叙永县、古蔺县、罗江县、盐亭县、梓潼县、安县、苍溪县、剑阁县、旺苍县、蓬溪县、大英县、隆昌县、犍为县、井研县、西充县、蓬安县、营山县、南溪县、江安县、长宁县、高县、兴文县、邻水县、武胜县、万源市、开江县、南江县、通江县、彭山县、乐至县32个县（市）纳入扩权强县试点范围。
2014年7月，四川省人民政府发布《关于进一步深化和扩大扩权强县试点改革的通知》，将米易县、平武县、北川羌族自治县、青川县、沐川县、峨边彝族自治县、马边彝族自治县、筠连县、珙县、屏山县、荥经县、汉源县、石棉县、天全县、芦山县、宝兴县、洪雅县、丹棱县、青神县19个县纳入扩权强县试点范围。
至此，四川省除阿坝、甘孜、凉山3个民族自治州和成都市所辖县（市）外，其余县（市）全部纳入扩权强县试点改革范围。

### 贵州省
2009年10月，贵州省人民政府转发省财政厅《关于实行省直接管理县财政改革意见的通知》，首先在属粮食、油料、生猪生产大县和三江源生态保护县、资源枯竭城市范围内的盘县、遵义县、桐梓县、绥阳县、湄潭县、凤冈县、余庆县、仁怀市、习水县、正安县、道真仡佬族苗族自治县、务川仡佬族苗族自治县、平坝县、普定县、镇宁布依族苗族自治县、毕节市、大方县、黔西县、金沙县、织金县、威宁彝族回族苗族自治县、松桃苗族自治县、石阡县、印江土家族苗族自治县、思南县、德江县、六枝特区、水城县、纳雍县、赫章县、万山特区31个县（市、区）实行省直接管理县财政改革。
2012年9月，贵州省人民政府下发《关于进一步完善省直接管理县财政改革的通知》，2013年起在原有开展省直管县改革试点的31个县（市）基础上，加上赤水市、江口县、玉屏侗族自治县、沿河土家族自治县、紫云苗族布依族自治县、关岭布依族苗族自治县、开阳县、修文县、息烽县、清镇市10个县（市）和自愿纳入首批改革范围并经自治州政府同意的三都水族自治县、平塘县、雷山县，剔除转为市辖区的七星关区（原县级毕节市）和万山区（原万山特区），共42个县（市）实施省直管县财政改革。
2013年5月，贵州省人民政府下发《关于推进省直接管理县（市）体制改革试点工作的实施意见》，确定仁怀市、威宁彝族回族苗族自治县、福泉市、镇远县、黎平县为省直管试点县（市）。先期选择仁怀市、威宁县进行试点，2013年7月1日起按新体制运行。时机成熟后逐步将福泉市、镇远县、黎平县纳入试点。

### 云南省
2008年12月，云南省人民政府发布《关于开展扩权强县试点的实施意见》，确定石林彝族自治县、东川区、马龙县、新平县、易门县、宁洱哈尼族彝族自治县、永胜县、云县8个县（区）为扩权强县试点，在保持现有行政区划不变的前提下，扩大试点县（区）经济管理权限，2009年7月起实施。
2009年12月，云南省人民政府下发《关于开展省直管县财政改革试点的通知》，从2010年起在镇雄县、宣威市、腾冲县开展省直管县财政改革试点。

### 陕西省
2006年12月，陕西省人民政府下发《关于实行省管县财政体制改革试点的通知》，对蓝田县、宜君县、太白县、永寿县、大荔县、佛坪县、留坝县、宁陕县、岚皋县、镇安县、丹凤县、黄龙县、延长县、佳县、定边县15个县实行省管县财政体制改革试点。
2007年7月，陕西省人民政府下发《关于扩大部分县（市）经济管理权限的决定》，确定户县、高陵县、岐山县、凤翔县、兴平市、三原县、神木县、靖边县、吴起县、志丹县、韩城市、华县、旬阳县、南郑县、柞水县15个县（市）为扩大经济管理权限的县（市）。
2009年3月，陕西省召开全省县域经济工作会议，进一步明确扩权强县（市）可以直接享有的权限，并将府谷县、安塞县、眉县、彬县、勉县、华阴市6个县（市）列入扩权强县第二批试点。
2009年7月，陕西省人民政府下发《关于扩大省管县财政体制改革试点范围的通知》，新增周至县、扶风县、陇县、淳化县、武功县、富平县、蒲城县、镇巴县、紫阳县、山阳县、清涧县、杨凌示范区12个县（区）为实行省管县财政体制改革试点。
2012年5月，陕西省委、省政府发布《关于在韩城市开展省内计划单列市试点的意见》，韩城市成为全省首个省内计划单列市。在经济管理上，将赋予韩城市与设区市同等的经济社会管理权限，韩城市并不改变同渭南市的行政隶属，仍受渭南市的“统筹、服务、协调、监督”等方面的领导。。
2014年6月，陕西省委、省政府发布《关于在神木县府谷县开展省直管县试点的意见》，将赋予神木县、府谷县与设区市同等的经济社会管理权限。行政管理体制上，对两县实行省直管县体制，同时接受榆林市领导，行政区划、统计口径、组织人事、司法体制等维持原渠道不变。

### 甘肃省
2005年6月，甘肃省委、省政府发布《关于加快县域经济发展的意见》，从2005年起，在敦煌市、临泽县、民勤县、永昌县、永登县、临洮县、景泰县、和政县、夏河县、秦安县、静宁县、华池县、成县13个县（市）推行下放经济管理权限的试点。
2007年7月，甘肃省人民政府印发《关于甘肃省实行省直管县财政管理体制改革试点方案的通知》，将榆中县、永登县、会宁县、张家川回族自治县、敦煌市、金塔县、临泽县、高台县、民勤县、临洮县、礼县、崇信县、静宁县、镇原县、东乡族自治县、夏河县16个县（市）实行省直管县财政管理体制改革试点。
2009年5月，甘肃省人民政府下发《关于2009年扩大省直管县财政管理体制改革试点范围的意见》，将皋兰县、靖远县、景泰县、秦安县、武山县、瓜州县、阿克塞哈萨克族自治县、民乐县、山丹县、古浪县、天祝藏族自治县、通渭县、岷县、陇西县、宕昌县、西和县、庄浪县、泾川县、庆城县、华池县、正宁县、临夏县、积石山保安族东乡族撒拉族自治县、永靖县、临潭县25个县纳入省直管县财政管理体制改革试点。
2011年1月，甘肃省人民政府下发《关于全面推进省直管县财政管理体制改革工作的通知》，将永昌县、清水县、甘谷县、玉门市、肃北蒙古族自治县、肃南裕固族自治县、渭源县、漳县、成县、文县、康县、徽县、两当县、灵台县、华亭县、宁县、合水县、环县、和政县、康乐县、广河县、卓尼县、舟曲县、迭部县、碌曲县、玛曲县26个县纳入省直管县财政管理体制改革试点。至此，除临夏市、合作市外，全省67个县（市）实施省直管县财政管理体制改革。

### 青海省
1992年5月，青海省委、省政府发出《关于进一步加快改革开放、加快资源开发的若干决定》，从1992年7月1日起，格尔木市实行省计划单列，财政体制不变。2000年9月，青海省人民政府批准格尔木市为副地级市。
2007年2月，青海省人民政府转发省财政厅《关于开展省管县财政管理体制改革试点工作意见的通知》，确定大通回族土族自治县、湟中县、湟源县、民和回族土族自治县、互助土族自治县、乐都县、平安县、循化撒拉族自治县、化隆回族自治县9县为省管县财政管理体制改革试点。

### 宁夏回族自治区
宁夏回族自治区于1958年成立时便开始实行自治区管县的财政体制。
2009年12月，宁夏回族自治区政府通过《关于在吴忠市开展扩权强县改革试点工作的意见》及《关于扩大同心县、盐池县经济社会管理权限的实施意见》，决定将同心县、盐池县列为扩权强县试点县，将行政审批等经济社会管理权限下放到两县。